# Pueyrredón (linea D metropolitana di Buenos Aires)
Pueyrredón è una stazione della linea D della metropolitana di Buenos Aires.
Si trova sotto all'intersezione delle avenida Santa Fe e Pueyrredón, nel barrio di Recoleta.
È un'importante stazione di scambio e permette l'accesso alla stazione Santa Fe-Carlos Jáuregui della linea H.

## Storia
La stazione fu costruita dalla compagnia ispano-argentina CHADOPyF e fu inaugurata il 5 settembre 1938.

## Interscambi
Nelle vicinanze della stazione effettuano fermata diverse linee di autobus urbani ed interurbani.
- Fermata metropolitana (Santa Fe-Carlos Jáuregui, linea D)
- Fermata autobus

## Servizi
La stazione dispone di:
- Biglietteria a sportello
- Biglietteria automatica